# High Performance Fortran
High Performance Fortran (HPF)は、Fortran 90を拡張し、並列処理対応を盛り込んだものである。ライス大学の計算機科学者ケン・ケネディが主導するHigh Performance Fortran Forum(HPFF)により仕様が策定され、1993年5月に仕様の初版が公表された。

## 歴史
分散メモリ環境で動作するコンピューターを用いて並列処理を行う場合、データを各プロセッサに分散配置し、処理を各プロセッサに割り振った上で、プロセッサ間の通信や同期処理を実現する必要がある。通常、これらの対応は全て、プログラムにおいて明示的に指示する必要がある。ところが、並列コンピューターを用いてシミュレーションを行う研究者は一般に、並列処理については知見を持っているわけではなく、細かな指示の実装が負担となっていた。こうした状況から、データの配置さえ指示すれば、並列処理に必要な制御は自動的に生成してくれるコンパイラの需要が生まれた。
HPFはこのような需要に応える試みの一つであり、1991年、アルバカーキで開催されたスーパーコンピューティング会議において提案された。ライス大学の計算機科学者ケン・ケネディを中心とするHigh Performance Fortran Forum(HPFF)は、1992年より会合を重ね、1993年5月には最初の規格書となるHigh Performance Fortran Language Specification Version 1.0を、1997年1月にはVersion 2.0を発表した。しかしHPFが求める仕様は実現が困難で、本当に必要とされていた時期には実用に耐えるコンパイラが提供されなかった。このため、欧米では既に忘れ去られた存在であるとも言われている。
一方、日本ではHPFは独自の進展を示した。1996年に大学や研究機関、スーパーコンピューターベンダーが参加するHPF合同検討会が活動を開始し、1999年にはHPF/JA拡張仕様を発表した。検討会は2001年にHPF推進協議会に改組され活動を継続している。コンパイラについても富士通が開発しHPF2.0に対応するトランスレータ形式の「fhpf」があるほか、地球シミュレータ向けの「HPF/ES」（ESはEarth Simulator = 地球シミュレータの略）がある。